# Acanthiza murina
La acantiza Papú (Acanthiza murina) es una especie de ave de la familia Pardalotidae. Se encuentra en la zona montañosa central de la isla de Nueva Guinea. Su hábitat natural son los montanos húmedos tropical o subtropical. No se encuentra amenazado.